# 崔華國
崔 華國（さい かこく、本名・崔 泳郁(朝: 최영욱)、日本名・志賀郁夫、1915年8月26日 - 1997年3月12日）は、昭和後期から平成時代の詩人。
韓国慶尚北道慶州郡内南面伊助里に生まれ、16歳での渡日（開成中学の編入試験に合格）を始まりに日韓両国を往復しながら数社の新聞記者として活動（この間、神田三崎町の新聞学院に8期生として学ぶ）。
1955年(昭和30年)封切りの映画、高崎市民オーケストラ（後の群馬交響楽団）の草創期をモデルにした「ここに泉あり」に感動して群馬県高崎市へ転居。1957年(昭和32年)名曲茶房「あすなろ」を開く。この喫茶店を舞台に“郷土を美しい絵と詩と音楽で飾ろう”をキャッチフレーズにして、高崎の芸術文化活動の先鋒を担った。群馬音楽センター建設募金活動への協力、群馬交響楽団員らによる「生の音楽の夕べ」、岡田刀水士と群馬詩人クラブ・日本の代表的な詩人と朗読会「詩の朗読の夕べ」、「あすなろ美術サロン」と群馬県展からの秀作美術展、芸術文化情報紙「あすなろ報」の発行、神津・荒船高原で「詩人とつどう会」の開催、等々。「あすなろ」に於ける志賀郁夫（崔華國）は、群馬交響楽団や詩人・画家たちを物心両面から熱烈に支援する後援者であり、「あすなろ」が閉店する1982年(昭和57年)まで続いた。
1974年(昭和49年)詩誌「四海」に「回想の洛東江」と題する詩を発表、ここに詩人崔華國が誕生した。それまでの志賀郁夫は「書かざる詩人」と言われていた。1985年(昭和60年)日本語での第2詩集『猫談義』で第35回H氏賞を受賞。この受賞は外国人として初であった。その後、第42回H氏賞では審査委員長を務めた。1995年(平成7年)娘夫婦の住む米国に永住権を得て移住。1997年(平成9年)詩集『晩秋』が韓国の第7回片雲文学賞特別賞を受賞。1997年(平成9年)3月、米国オハイオ州にて肺ガンにより永眠。
2001年(平成13年)からは関わった人たちにより、崔華國と「あすなろ」を偲ぶ「あすなろ忌」が開催された。

## 主な作品
- 詩集『輪廻の江』白鹿出版社（韓国、韓国語）、1978年（昭和53年）
- 詩集『驢馬の鼻唄』詩学社、1980年（昭和55年）
- 詩集『猫談義』花神社、1984年（昭和59年）
- 詩集『ピーターとG』花神社、1988年（昭和63年）
- 詩集『晩秋』ピッナム出版社（韓国、韓国語）、1997年（平成9年）
- 崔華國詩集　土曜美術社　日本現代詩文庫33、1989年（平成元年）
- 崔華國詩全集　土曜美術社　齋藤怘・他編、1998年（平成10年）